# کولد بی (آلاسکا)
کولد بی (به انگلیسی: Cold Bay) شهری در بخش الوتینس شرقی، آلاسکا ایالت آلاسکا است که جمعیت آن در سرشماری سال ۲۰۰۰ میلادی ۸۸ نفر بوده‌است.